# Bodo Lafferentz
Bodo Lafferentz (27. července 1897 – 17. ledna 1974) byl od roku 1933 člen NSDAP a od roku 1939 SS-Obersturmbannführer. Známým se stal především jako organizátor „Válečných hudebních slavností v Bayrethu“ a manželstvím s vnučkou Richarda Wagnera Verenou.

## Život
Bodo Lafferentz promoval roku 1928 na univerzitě v Kielu s diplomovou prací na téma „Hospodářský plán a cenový řád“. Následně pracoval v jednatelství Sdružení německých zaměstnavatelských svazů a byl od roku 1929 neplaceným členem představenstva Říšského ústavu pro zprostředkování práce a pojištění v nezaměstnanosti. S účinkem od 1. května 1933 se stal členem NSDAP (členské číslo 2.594.441) a v listopadu 1933 se stal vedoucím „Úřadu pro cestování, turistiku a dovolenou“ („Amt für Reisen, Wandern und Urlaub“) organizace „Po práci“ („Nach der Arbeit“), která byla později přejmenována na „Radostí k síle“ („Kraft durch Freude“, KdF).
Jakožto představený úřadu kandidoval na listině NSDAP pod číslem 516 při volbách do Německého říšského sněmu dne 29. března 1936, do Říšského sněmu ale nenastoupil. V té době bydlel v Berlíně-Grunewaldu.
V lednu 1938 obdržel jako říšský představený úřadu (Reichsamtsleiter) celkové vedení v Ústřední kanceláři Německé pracovní fronty (Deutsche Arbeitsfront) v Berlíně. V květnu 1937 byl společně s Ferdinandem Porchem a Jakobem Berlinem jedním z jednatelů „Společnosti pro přípravu německého lidového vozu s r. o.“ („Gesellschaft zur Vorbereitung des Deutschen Volkswagen mbH“) a od roku 1938 hlavním jednatelem „Volkswagenwerke GmbH“. Na základě jeho průzkumných cest po jednotlivých možných stanovištích byla jako sídlo továrny Volkswagen vybrána obec Fallersleben.
Lafferentz byl členem SS (SS-Nr. 347.155), od roku 1939 SS-Obersturmbannführer a člen štábu Rasového a osidlovacího hlavního úřadu (Rasse- und Siedlungshauptamts) SS.
Za druhé světové války Lafferentz organizoval řadu výzkumných projektů důležitých pro válečné hospodářství. Roku 1942 založil Společnost pro výzkum a vývoj (Gesellschaft für Forschung und Entwicklung), resp. Bayerische Ölschiefergesellschaft Bayreuth, která se zabývala zkoumáním ložisek živičné břidlice a jejího využití k získávání pohonných látek (ropy). Jiné projekty souvisely s hledáním náhražek přírodní pryže (kaučuku), využití větrné energie (experimenty na Bodamském jezeře). V Bayreuthu rovněž založil ústav pro zdokonalování akumulátorů, kde pracovali chemici deportovaní z Kyjeva, a na jaře roku 1944 tam založil ústav pod názvem „Ústav pro fyzikální výzkum“ („Institut für physikalische Forschung“), jehož úkolem bylo řešit otázku zaměřování rakety V-2. Pracovní sílu, jíž byl koncem války nedostatek, získal tím, že při ústavu zřídil pobočkou koncentračního tábora Flossenbürg. Mělo zde pracovat až 400 vězňů, ve skutečnosti byl maximální stav zhruba 80.
S Hudebními slavnostmi v Bayrethu přišel do styku již v roce 1937, kdy zajišťoval odběr neprodaných vstupenek na festival ze strany Kraft durch Freude, jejich přidělení vybraným rekreantům, organizaci zvláštních vlajků pro ně apod. Od roku 1940 pak byl organizátorem „Válečných hudebních slavností v Bayrethu“ (Kriegsfestspiele), především z hlediska finančního a z hlediska výběru, dopravy a ubytování návštěvníků, kteří se slavností účastnili jako „Vůdcovi hosté“. Po rozvodu s první manželkou se Lafferentz 26. prosince 1943 oženil s Verenou Wagnerovou (* 1920), výrazně mladší dcerou skladatele Siegfrieda Wagnera (syna Richarda Wagnera) a jeho manželky Winifred Wagnerové, hlavní pořadatelky bayreuthských hudebních slavností. Z tohoto manželství měl pět dětí: Amelii (* 1944), Manfreda (* 1945), Winifred (* 1947), Wielanda (* 1949) a Verenu (* 1952).
Na konci druhé světové války byl Lafferentz internován. Po propuštění roku 1949 byl při denacifikaci zařazen jako „méně zatížený“ („minderbelastet“). Poté žil s manželkou v Nußdorfu ve Švábsku a věnoval se podnikání, ale roku 1966 jeho firma prodělala úpadek. Peníze na uspokojení věřitelů musela poskytnout jeho tchyně Winifred Wagnerová, najít pro něj zaměstnání na bayreuthském festivalu však nemohla.